# Eurocomunisme
L'Eurocomunisme fou l'intent en els anys 1970 de diversos partits comunistes europeus d'eixamplar la seva influència incloent temes de classe mitjana, rebutjant el suport incondicional a l'URSS i expressant clarament la fidelitat als processos pluripartidistes als països occidentals. Van ser precisament part dels partits comunistes més fortament arrelats en les seves respectives societats -cas notable del Partit Comunista Italià (PCI) i del Partit Comunista Francès (PCF)- els més partidaris d'adoptar la línia eurocomunista, mentre que partits més petits i marginals (com el Partit Comunista de la Gran Bretanya) van quedar més dependents de patrocinatge de Moscou. Tampoc va ser el cas ni del Partit Comunista Portuguès ni del Partit Comunista Grec, partits forts, arrelats i amb notable influència als seus països.
El Partit Comunista d'Espanya (PCE) i el Partit Socialista Unificat de Catalunya (PSUC) van ser legalitzats després de la dictadura de Franco amb una línia essencialment eurocomunista, cosa que els va costar les respectives escissions del PCPE i el PCC. Els partits comunistes de Portugal, Àustria o Grècia també mostraven diferents tendències eurocomunistes, però foren sempre minoritàries.
L'eurocomunisme es va oficialitzar el març de 1977, quan els secretari generals Enrico Berlinguer del PCI, Santiago Carrillo del PCE i Georges Marchais del PCF es van reunir en Madrid i van presentar les línies fonamentals de la "nova forma". Però el PCI en particular ja havia desenvolupat una línia independent de Moscou des de feia anys, que va quedar clarament expressada en 1968, quan el PCI i el PCE van ser els dos únics partits comunistes del món a condemnar la invasió soviètica de Praga. En 1975 el PCI i el PCE van fer una declaració sobre la "construcció del socialisme" que havia de ser en "pau i llibertat". En 1976 a Moscou, Enrico Berlinguer, davant de 5000 delegats comunistes, va parlar d'un "sistema pluralista" (traduït per l'intèrpret com "multiforma") i va descriure les intencions del PCI de construir "un socialisme que creiem necessari i només possible a Itàlia".

## Bases de l'eurocomunisme
L'eurocomunisme, en definitiva, considera que és extremadament difícil realitzar una revolució socialista als països capitalistes. Per aquest motiu, el partit havia d'exercir el paper de lideratge a través d'una avantguarda proletària i d'una organització basada en quadres, per a convertir-se en un partit de masses. Aquesta tàctica conduiria en un futur, segons els eurocomunistes, a ampliar la seva base social, amb el que seria possible arribar al govern en eleccions pluripartidistes. Cal assenyalar que l'eurocomunisme, com indica Santiago Carrillo, no renega de la revolució; la seva aposta per la reforma és tàctica, davant el que consideren una enorme dificultat de revolució en els països capitalistes. Abans que la fi de la Guerra Freda posés a pràcticament tots els partits d'esquerra d'Europa a la defensiva i les reformes neoliberals estiguessin a l'ordre del dia, molts partits comunistes van tenir escissions.

## Crítiques a l'eurocomunisme
S'han realitzat crítiques a l'eurocomunisme des de diversos corrents polítiques. Alguns autors acusen als eurocomunistes de no trencar definitivament amb l'URSS (el PCI sol va prendre aquest pas en 1981 després de la repressió contra Solidarność a Polònia), fins i tot encara que això semblés la conseqüència natural del desenvolupament de la seva ideologia. Aquesta timidesa s'ha explicat amb la por a perdre als vells militants dels partits, educats en l'admiració a l'URSS, o per una exigència de la realpolitik de mantenir el suport al primer país a aplicar el socialisme.
Altres crítics apunten a les dificultats dels partits eurocomunistes per a desenvolupar una estratègia clara i recognoscible. Aquests crítics observen que els eurocomunistes sempre havien reclamat ser diferents, no només del comunisme soviètic, sinó també de la socialdemocràcia europea, però mai van desenvolupar un programa original i creïble. Alguns crítics liberals, com l'historiador francès François Furet, veuen en l'eurocomunisme l'intent d'absoldre al comunisme dels crims soviètics. Els leninistes acusaven als eurocomunistes de traïdors a la causa obrera, i d'aspirar al socialisme a través de mètodes erronis. Per als leninistes no és possible aspirar a un govern comunista a través de reformes, sinó d'una revolució.
Des d'un punt de vista trotskista, Ernest Mandel a Els amargs fruits del socialisme en un sol país veu l'eurocomunisme com un desenvolupament subsegüent de la decisió presa per l'URSS en 1924 d'abandonar l'objectiu de la revolució mundial i concentrar-se en el desenvolupament social i econòmic de l'URSS, el socialisme en un sol país. Per això, considera als eurocomunistes del PCI i el PCF com moviments nacionalistes que al costat de l'URSS han abandonat l'internacionalisme, com va fer la majoria dels partits socialdemòcrates de la Segona Internacional, durant la Primera Guerra Mundial quan van donar als seus governs nacionals en el procés de la guerra.